# Gaga marginata
Gaga marginata är en kantbräkenväxtart som först beskrevs av H. B. K., och fick sitt nu gällande namn av Fay W.Li och Windham. Gaga marginata ingår i släktet Gaga och familjen Pteridaceae. Inga underarter finns listade.